# Musée Nobel
Le musée Nobel (Nobelmuseet) est un musée situé dans la vieille ville de Stockholm en Suède, au rez-de-chaussée du bâtiment de l'Académie suédoise: Börshuset.
Il a ouvert ses portes en 2001, pour les 100 ans du prix Nobel. Il présente les lauréats du prix Nobel ainsi que leurs travaux, retraçant ainsi l'évolution de la science au cours de plus d'un siècle.
La surface du musée, qui occupe un étage du bâtiment de l'Académie suédoise, est constituée d'un bar, d'un espace occupant environ un tiers du musée pour des expositions temporaires d'art moderne, d'une bibliothèque et ludothèque destinée à exercer la créativité des enfants, d'une salle de projection sur le thème des ambiances favorisant la créativité, et enfin de cinq zones liées au prix Nobel par d'autres aspects que le concept de créativité : une salle expliquant le processus de choix des lauréats, une salle de projection passant des films sur des lauréats du prix Nobel, une salle exposant des objets ayant appartenu à des prix Nobel (ayant trait soit à la vie quotidienne des lauréats soit à leur activité de recherche objet de la distinction) et d'un espace listant les lauréats et détaillant les travaux des lauréats de l'année. La plupart des œuvres exposées dans l'exposition temporaire occupent une surface largement supérieure à celle consacrée à un lauréat du prix Nobel ou à la présentation de son domaine de recherche.